# Сила излучения (фотометрия)
Си́ла излуче́ния (также энергетическая сила света) {\displaystyle I_{e}} — одна из энергетических фотометрических величин, характеризующая мощность, переносимую излучением в некотором направлении. Равна отношению потока излучения, распространяющегося от источника излучения внутри малого телесного угла, к этому телесному углу:
{\displaystyle I_{e}={\frac {d\Phi _{e}}{d\Omega }}.}
Сила излучения — угловая плотность потока излучения.
Единицей измерения в Международной системе единиц (СИ) является Вт/ср, в системе СГС — эрг/(с·ср).
Эквивалентным термину «Сила излучения» является термин «Энергетическая сила света». Этот термин следует отличать от понятия «Сила света», описывающего хотя и аналогичную, но не энергетическую, а световую величину.

## Спектральная плотность силы излучения
Если излучение немонохроматично, то его во многих случаях характеризуют дифференциальной величиной — спектральной плотностью силы излучения.
Спектральная плотность силы излучения представляет собой силу излучения, приходящуюся на малый единичный интервал спектра. Точки спектра при этом могут задаваться длинами волн, частотами, энергиями квантов излучения, волновыми числами или любым другим подходящим способом. Если переменной, определяющей положение точек спектра, является некоторая величина {\displaystyle x}, то соответствующая ей спектральная плотность силы излучения обозначается {\displaystyle I_{e,x}(x)} и определяется как отношение величины {\displaystyle dI_{e}(x),} приходящейся на малый спектральный интервал, заключённый между {\displaystyle x} и {\displaystyle x+dx,} к ширине этого интервала:
{\displaystyle I_{e,x}(x)={\frac {dI_{e}(x)}{dx}}.}
Например, если для задания положений точек спектра используются длины волн, то для спектральной плотности энергии излучения будет выполняться:
{\displaystyle I_{e,\lambda }(\lambda )={\frac {dI_{e}(\lambda )}{d\lambda }},}
а при использовании частоты —
{\displaystyle I_{e,\nu }(\nu )={\frac {dI_{e}(\nu )}{d\nu }}.}
Следует иметь в виду, что значения спектральной плотности силы излучения в одной и той же точке спектра, получаемые при использовании различных спектральных координат, в общем случае друг с другом не совпадают. То есть, например, {\displaystyle I_{e,\nu }(\nu )\neq I_{e,\lambda }(\lambda ).} Нетрудно показать, что с учётом
{\displaystyle I_{e,\nu }(\nu )={\frac {dI_{e}(\nu )}{d\nu }}={\frac {d\lambda }{d\nu }}{\frac {dI_{e}(\lambda )}{d\lambda }}} и {\displaystyle \lambda ={\frac {c}{\nu }}}
правильное соотношение приобретает вид:
{\displaystyle I_{e,\nu }(\nu )={\frac {\lambda ^{2}}{c}}I_{e,\lambda }(\lambda ).}
Спектральная плотность силы излучения используется в расчётах при переходе к силе света.

## Световой аналог
В системе световых фотометрических величин аналогом для силы излучения является сила света {\displaystyle I_{v}}. По отношению к силе излучения сила света является редуцированной фотометрической величиной, получаемой с использованием значений относительной спектральной световой эффективности монохроматического излучения для дневного зрения {\displaystyle V(\lambda )}:
{\displaystyle I_{v}=K_{m}\cdot \int \limits _{380~nm}^{780~nm}I_{e,\lambda }(\lambda )V(\lambda )d\lambda ,}
где {\displaystyle K_{m}} — максимальная световая эффективность излучения, равная в системе СИ 683 лм/Вт. Её численное значение следует непосредственно из определения канделы.

## Энергетические фотометрические величины СИ
Сведения о других основных энергетических фотометрических величинах и их световых аналогах приведены в таблице. Обозначения величин даны по ГОСТ 26148—84.
| Наименование (синоним)                      | Обозначение величины                         | Определение                                                                         | Обозначение единиц СИ | Световой аналог                         |
| ------------------------------------------- | -------------------------------------------- | ----------------------------------------------------------------------------------- | --------------------- | --------------------------------------- |
| Энергия излучения (лучистая энергия)        | {\displaystyle Q_{e}} или {\displaystyle W}  | Энергия, переносимая излучением                                                     | Дж                    | Световая энергия                        |
| Поток излучения (лучистый поток)            | {\displaystyle \Phi }e или {\displaystyle P} | {\displaystyle \Phi _{e}={\frac {dQ_{e}}{dt}}}                                      | Вт                    | Световой поток                          |
| Объёмная плотность энергии излучения        | {\displaystyle U_{e}}                        | {\displaystyle U_{e}={\frac {dQ_{e}}{dV}}}                                          | Дж·м−3                | Объёмная плотность световой энергии     |
| Энергетическая светимость (излучательность) | {\displaystyle M_{e}}                        | {\displaystyle M_{e}={\frac {d\Phi _{e}}{dS_{1}}}}                                  | Вт·м−2                | Светимость                              |
| Энергетическая яркость                      | {\displaystyle L_{e}}                        | {\displaystyle L_{e}={\frac {d^{2}\Phi _{e}}{d\Omega \,dS_{1}\,\cos \varepsilon }}} | Вт·м−2·ср−1           | Яркость                                 |
| Интегральная энергетическая яркость         | {\displaystyle \Lambda _{e}}                 | {\displaystyle \Lambda _{e}=\int _{0}^{t}L_{e}(t')dt'}                              | Дж·м−2·ср−1           | Интегральная яркость                    |
| Облучённость (энергетическая освещённость)  | {\displaystyle E_{e}}                        | {\displaystyle E_{e}={\frac {d\Phi _{e}}{dS_{2}}}}                                  | Вт·м−2                | Освещённость                            |
| Энергетическая экспозиция                   | {\displaystyle H_{e}}                        | {\displaystyle H_{e}={\frac {dQ_{e}}{dS_{2}}}}                                      | Дж·м−2                | Световая экспозиция                     |
| Спектральная плотность энергии излучения    | {\displaystyle Q_{e,\lambda }}               | {\displaystyle Q_{e,\lambda }={\frac {dQ_{e}}{d\lambda }}}                          | Дж·м−1                | Спектральная плотность световой энергии |

Здесь {\displaystyle dS_{1}} — площадь элемента поверхности источника,
{\displaystyle dS_{2}} — площадь элемента поверхности приёмника,
{\displaystyle \varepsilon } — угол между нормалью к элементу поверхности источника и направлением наблюдения.